# 24 (第七季)

《24》第七季剧照，图中为本季的11位主演角色

《24》第七季从2009年1月11日开始在福克斯电视台播放。本季原本在2008年1月就打算播出，但是由于美国编剧协会大罢工的原因，拍摄进度被打乱；福克斯广播公司不愿意《24》第七季的播放出现中断，因而决定将首播时间押后一年。而在2008年11月23日，福克斯播出了一部两小时的电视电影《24：救赎》，作为第七季的季前篇，讲述第六季和第七季之间的故事。
香港無綫電視明珠台於2009年7月28日起播放此劇，並於翌日於myTV提供劇集足本重溫。
本季将故事的舞台由前面六季的洛杉矶转移到华盛顿哥伦比亚特区，而《24》的故事核心之一的CTU也已经被解散，主角杰克·鲍尔亦因涉嫌使用酷刑对待恐怖分子而正接受国会参议院的聆讯。而改天的恐怖袭击就在上任不久的女总统艾莉森·泰勒决定向非洲国家桑格拉出兵之时展开。
剧情的时间由美国东部时间上午8时开始，次日上午8时结束。

## 剧情
第七季在《24》的时间轴上设定在第六季之后的46个月，也就是第一季之后的13年。
紧接《24：救赎》的剧情，在海外漂泊的杰克·鲍尔当时为了拯救一群桑格拉孤兒而不得不接受返回美国的条件。此时CTU已经被国会解散，CTU的前工作人员都被国会调查；其中重点的调查对象就是杰克·鲍尔，参议院的特别委员会控告他在CTU期间以酷刑的方式逼供，违反人权。
而另一方面，本杰明·祖玛将军已经夺取了桑格拉（非洲虛構国家）的政权，他和手下伊基·杜巴库屠杀了接近30万桑格拉平民。上任仅仅4个月的女总统艾莉森·泰勒不顾大量阁员的反对，坚持与桑格拉流亡总理合作，出兵桑格拉，结束那里的人道惨剧。
杰克在上午接受参议院聆讯时突然被联邦调查局（FBI）女探员蕾妮·沃克带走，让他协助寻找涉嫌参与恐怖活动的东尼·艾美达。杰克得知好友东尼尚在人世之后，决定帮助FBI。同时，东尼·艾美达和与其一伙的恐怖分子正在利用劫来的儀器強行接管CIP防火墙威胁政府从桑格拉撤军。
杰克和蕾妮不久之后活捉东尼，杰克从东尼的暗示中联络到CTU前主管比尔·布坎南，得知东尼其实正在和比尔·布坎南、克洛依·欧布莱恩一起进行间谍活动，试图阻止恐怖袭击的发生，但是由于桑格拉势力与政府腐败高层有勾结，因而不得不秘密进行。杰克于是和东尼合作，打入恐怖分子内部，成功在伊基·杜巴库发动大规模袭击之前摧毁了CIP防火墙控制器，又解救了第一先生亨利·泰勒，进而逮捕杜巴库，并且从杜巴库身上获得了与其勾结的政府腐败人员名单。
但是恐怖威胁仍未结束，东尼从线人处得知还会有新一波更大规模的恐怖袭击发生。杰克为了阻止袭击，不得不冒天下之大不韪，在白宫严刑向一名参议員幕僚长逼供，被泰勒总统下令逮捕。而不久之后，大势已去的本杰明·祖玛将军在大商人乔纳斯·豪治斯的协助下，攻入白宫，挟持泰勒总统……

### 主要线索
- 杰克·鲍尔正在面对侵犯人权的严重指控，下半生可能都要在监狱中度过；
- 艾莉森·泰勒总体决定向桑格拉出兵；
- 东尼·艾美达的神秘身份；
- 比尔·布坎南、东尼·艾美达和克洛依·欧布莱恩正在秘密揭露腐败的政府部分，阻止恐怖袭击；
- 第一先生亨利·泰勒在秘密调查儿子罗杰的死因；
- FBI华盛顿主管拉里·莫斯和蕾妮·沃克的关系；
- 桑格拉叛军组织对美国的威胁和报复；

### 主要恐怖袭击
- CIP防火墙袭击
  - 约翰·F·肯尼迪国际机场飞机接近事故（第2集）
  - 桑格拉总理尤勒·莫托博绑架事件（第4、5集）
  - 131号班机、471号班机相撞事件（第6集）
  - 俄亥俄州博伊德化工厂泄漏事故（第7集）
- 第一先生亨利·泰勒绑架事件（第7、8集）
- 白宫占领事件（第11-13集）

## 角色
以下列出第七季出现角色，并备注其最初的身份。

### 主演角色
| 角色                              | 演员                                     | 备注                                            |
| --------------------------------- | ---------------------------------------- | ----------------------------------------------- |
| 杰克·鲍尔 （Jack Bauer）          | 基弗·萨瑟兰 （Kiefer Sutherland）        | 前CTU探员，正接受国会参议院的违反人权指控的聆讯 |
| 东尼·艾美达 （Tony Almeida）      | 卡洛斯·伯纳德 （Carlos Bernard）         | 前CTU探员，因涉嫌向恐怖分子提供武器而被通缉     |
| 蕾妮·沃克 （Renee Walker）        | 安妮·沃斯奇 （Annie Wersching）          | FBI探员                                         |
| 克洛依·欧布莱恩 （Chloe O'Brian） | 瑪麗·萊恩·萊傑斯庫 （Mary Lynn Rajskub） | 前CTU探员                                       |
| 比尔·布坎南 （Bill Buchanan）     | 詹姆斯·莫里森 （James Morrison）         | 前CTU主管                                       |
| 艾莉森·泰勒 （Allison Taylor）    | 切利·琼斯 （Cherry Jones）               | 美国总统（第一任女总统）                        |
| 亨利·泰勒 （Henry Taylor）        | 柯姆·费奥雷 （Colm Feore）               | 美国第一先生                                    |
| 萊瑞·莫斯 （Larry Moss）          | 杰弗里·诺丁 （Jeffrey Nordling）         | FBI华盛顿主管                                   |
| 伊森·坎寧 （Ethan Kanin）         | 巴布·岡頓 （Bob Gunton）                 | 白宫幕僚长                                      |
| 西恩·希林格 （Sean Hillinger）    | 瑞斯·考罗 （Rhys Coiro）                 | FBI分析员                                       |
| 珍妮丝·高德 （Janis Gold）        | 珍尼恩·加罗法洛 （Janeane Garofalo）     | FBI分析员                                       |

### 其他角色
| 角色                           | 演员                                  | 备注                                    |
| ------------------------------ | ------------------------------------- | --------------------------------------- |
| 布莱恩·梅耶 （Blaine Mayer）   | 库特伍德·史密斯 （Kurtwood Smith）    | 国会参议员，参议院CTU听证特别委员会主席 |
| 乔纳斯·豪治斯 （Jonas Hodges） | 强·沃特 （Jon Voight）                | 商人                                    |
| 艾伦·皮尔斯 （Aaron Pierce）   | 格伦·莫苏华 （Glenn Morshower）       | 已退休的特勤处探员，前白宫总统保镖      |
| 尤勒·莫托博 （Ule Matobo）     | 艾萨切·德班科勒 （Isaach De Bankolé） | 桑格拉流亡政府总理                      |
| 本杰明·祖玛 （Benjamin Juma）  | 托尼·托德 （Tony Todd）               | 桑格拉叛军组织领袖，独裁将军            |
| 伊基·杜巴库 （Iké Dubaku）     | 海金·凯-卡辛 （Hakeem Kae-Kazim）     | 桑格拉叛军组织第二号人物，中将          |
| 戴奧莉 （Olivia Taylor）       | 斯普拉格·格蕾登 （Sprague Grayden）   | 戴总统女儿                              |
| 珊曼莎·露斯 （Samantha Roth）  | 卡莉·波普 （Carly Pope）              | 投资交易员，戴罗杰生前女友              |
| 大卫·埃莫森 （David Emmerson） | 彼得·温费尔德 （Peter Wingfield）     | 雇佣军组织首领                          |
| 桑妮·梅瑟 （Sunny Macer）      | 張韻明 （Christina Chang）            | 美國疾病管制與預防中心醫師              |

## 各集资料
| 总集数 | 集数 | 标题                  | 导演        | 编剧                               | 播放时间      |
| ------ | ---- | --------------------- | ----------- | ---------------------------------- | ------------- |
| 145    | 1    | 8:00 a.m.-9:00 a.m.   | 强·卡萨     | 霍华德·戈登、乔·苏诺 迈克尔·拉瑟夫 | 2009年1月11日 |
| 146    | 2    | 9:00 a.m.-10:00 a.m.  | 强·卡萨     | 乔·苏诺、迈克尔·拉瑟夫             | 2009年1月11日 |
| 147    | 3    | 10:00 a.m.-11:00 a.m. | 布拉德·特纳 | 曼尼·科图、布兰登·布拉格           | 2009年1月12日 |
| 148    | 4    | 11:00 a.m.-12:00 a.m. | 布拉德·特纳 | 大卫·弗瑞、亚历士·甘沙             | 2009年1月12日 |
| 149    | 5    | 12:00 a.m.-1:00 p.m.  | 强·卡萨     | 霍华德·戈登、伊万·凯茨             | 2009年1月19日 |
| 150    | 6    | 1:00 p.m.-2:00 p.m.   | 强·卡萨     | 曼尼·科图、布兰登·布拉格           | 2009年1月26日 |
| 151    | 7    | 2:00 p.m.-3:00 p.m.   | 米兰·舍鲁   | 曼尼·科图、布兰登·布拉格 大卫·弗瑞 | 2009年2月2日  |
| 152    | 8    | 3:00 p.m.-4:00 p.m.   | 米兰·舍鲁   | 罗伯特·科隆、伊万·凯茨 大卫·弗瑞   | 2009年2月9日  |
| 153    | 9    | 4:00 p.m.-5:00 p.m.   | 米兰·舍鲁   | 大卫·弗瑞                          | 2009年2月16日 |
| 154    | 10   | 5:00 p.m.-6:00 p.m.   | 米兰·舍鲁   | 曼尼·科图、布兰登·布拉格           | 2009年2月23日 |
| 155    | 11   | 6:00 p.m.-7:00 p.m.   | 布拉德·特纳 | 亚历士·甘沙                        | 2009年3月2日  |
| 156    | 12   | 7:00 p.m.-8:00 p.m.   | 布拉德·特纳 | 曼尼·科图、布兰登·布拉格           | 2009年3月2日  |
| 157    | 13   | 8:00 p.m.-9:00 p.m.   | 布拉德·特纳 | 曼尼·科图、布兰登·布拉格           | 2009年3月9日  |